# Helia erebea
Helia erebea är en fjärilsart som beskrevs av William Schaus 1914. Helia erebea ingår i släktet Helia och familjen nattflyn. Inga underarter finns listade i Catalogue of Life.